# Rodrigo Mederos
Rodrigo Mederos Carro (Tarariras, 25 luglio 2005) è un calciatore uruguaiano, centrocampista del Nacional.

## Caratteristiche tecniche
È un centrocampista centrale.

## Carriera
È cresciuto nel settore giovanile del Nacional, con cui ha debuttato il 2 febbraio nell'incontro di Primera División perso 1-0 contro il Montevideo City Torque. Il 25 febbraio seguente ha firmato il suo primo contratto professionistico.

## Statistiche

### Presenze e reti nei club
Statistiche aggiornate al 18 marzo 2025.
| Stagione        | Squadra         | Campionato      | Campionato | Campionato | Coppe nazionali | Coppe nazionali | Coppe nazionali | Coppe continentali | Coppe continentali | Coppe continentali | Altre coppe | Altre coppe | Altre coppe | Totale | Totale | Totale |
| Stagione        | Squadra         | Comp            | Pres       | Reti       | Comp            | Pres            | Reti            | Comp               | Pres               | Reti               | Comp        | Pres        | Reti        | Pres   | Reti   |        |
| --------------- | --------------- | --------------- | ---------- | ---------- | --------------- | --------------- | --------------- | ------------------ | ------------------ | ------------------ | ----------- | ----------- | ----------- | ------ | ------ | ------ |
| 2025            | Nacional        | PD              | 4          | 0          | CU              | 0               | 0               | CL                 | 0                  | 0                  | SU          | 0           | 0           | 4      | 0      |        |
| Totale carriera | Totale carriera | Totale carriera | 4          | 0          |                 | 0               | 0               |                    | 0                  | 0                  |             | 0           | 0           | 4      | 0      |        |

## Palmarès

### Club

#### Competizioni nazionali
- Supercopa Uruguaya: 1

Nacional: 2025